# Simon Nicolas Henri Linguet

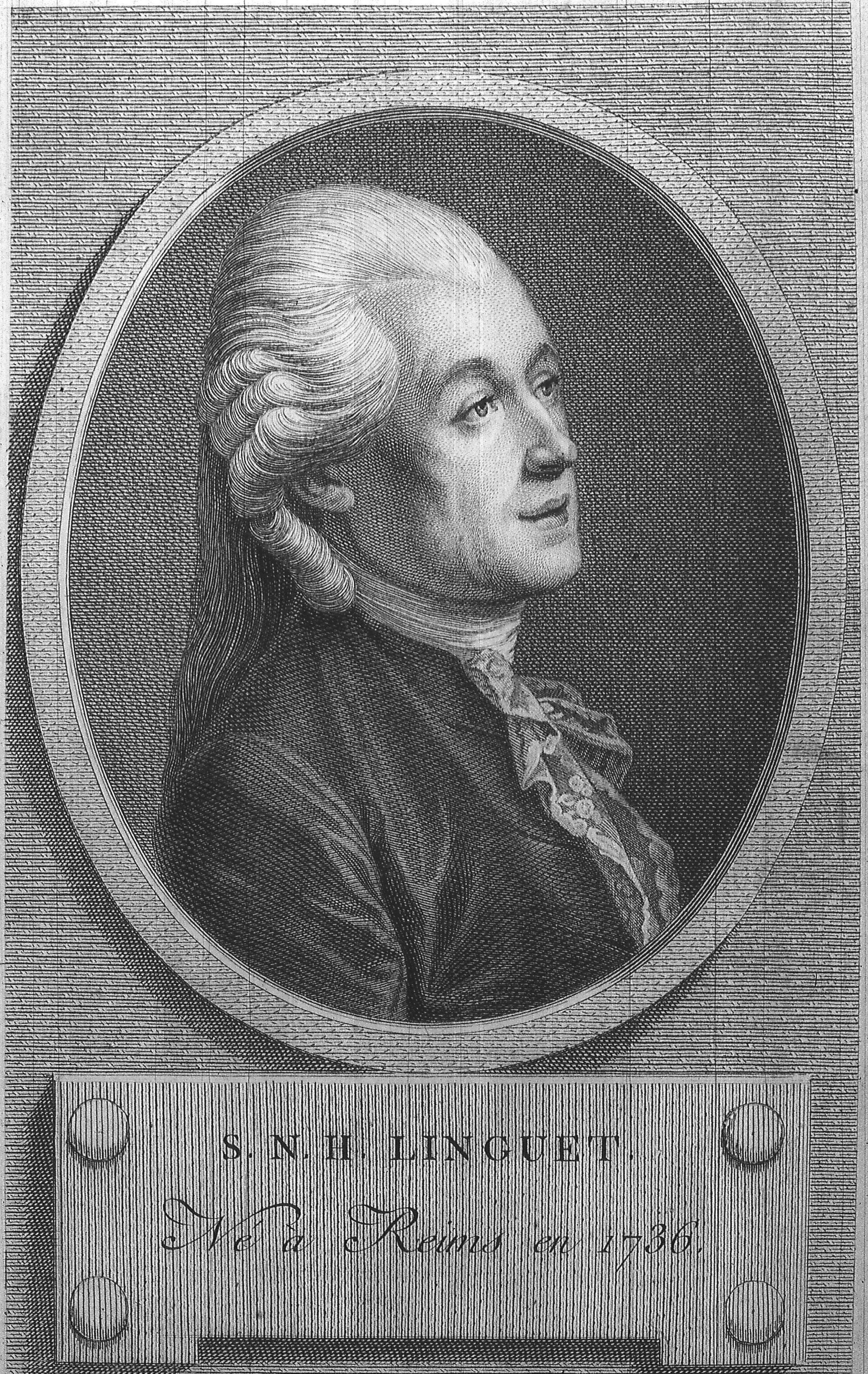
Portretgravure

Simon Nicolas Henri Linguet (Reims, 14 juli 1736 – Parijs, 27 juni 1794) was een Frans letterkundige, advocaat, publicist en polemist. Zijn eerste ambitie was zich op te werken in de republiek der letteren, toen dat niet goed lukte werd hij een succesvol advocaat, tot hij zijn positie aan de balie verloor en aan politieke journalistiek begon te doen, wat hij in ballingschap moest voortzetten vanuit Londen en Brussel. Hij verdedigde de absolute monarchie als zijnde de beste beschermer van de verpauperde massa, waarvan hij het revolutionaire potentieel voorvoelde. Zowel reactionair als radicaal, was het vooral zijn twistzucht die hem overal vijanden bezorgde en regelmatig tot contradicties voerde. Na te zijn geadeld door keizer Jozef II, werd hij tijdens de Franse Revolutie onthoofd vanwege zijn lof voor de Bourbons en de Habsburgers. Door zekere stellingnames tegen het economisch liberalisme heeft Linguet de belangstelling van marxisten genoten.

## Jonge jaren
De vader van Linguet kwam uit de Ardennen en was advocaat in het parlement, hoofdgriffier van het district (élection) Reims en onderdirecteur van het College van Navarra. Hij viel in ongenade door jansenisme. Linguet junior was een briljante leerling aan het college en werd secretaris van de hertog van Zweibrücken. Hij vergezelde hem naar Duitsland en Polen, maar werd teruggestuurd op beschuldiging van paardendiefstal. In Parijs probeerde hij met de dichter Claude Dorât naam te maken in de letteren, maar hun vriendschap eindigde omdat hij Dorât 100 of 200 louis afhandig zou hebben gemaakt. Hierna ondernam Linguet een mislukt avontuur in de Lyonese industrie. 
In 1762 keerde hij terug naar Parijs voor een tweede poging om van zijn pen te leven. Hij stelde zich in dienst van de devoot-conservatieve hertog Stanislaus Leszczyński en schreef ten gunste van de met opheffing bedreigde jezuïeten. Te Amsterdam publiceerde hij het geschiedkundige werk Histoire du siècle d'Alexandre, waarin hij onder meer stelde dat slaven tenminste gevoed werden door hun meester en een minder vernederend leven hadden dan misschien twee derde van de mensen uit zijn eigen tijd. Het volgende jaar vergezelde hij de prins van Beauvau op zijn militaire campagne in Spanje en Portugal. Daar leerde hij Spaans en vertaalde hij Calderón en Lope de Vega. Na deze dienst reisde Linguet door Picardië, de Oostenrijkse Nederlanden en de Republiek. Hij vestigde zich enige tijd in Abbeville, waar hij zich mengde in de lokale politiek. Ook publiceerde hij Le fanatisme des philosophes (1764), een werk dat blijk gaf van pessimisme of zelfs fatalisme. Zoals Élie Fréron viel hij op sarcastische en agressieve toon de filosofen aan.

## Advocaat
Toen hij het in Abbeville verkorven had, ging Linguet rechten studeren in Parijs. Vanaf oktober 1764 vestigde hij zich als advocaat-stagiair. Hij maakte naam door in 1766 de Chevalier de La Barre te verdedigen. Hoewel zijn publieke memorie de ridder niet behoedde voor terechtstelling, was het misschien de redding van zijn medebeklaagden. Tussen de rechtszaken door bleef Linguet schrijven. In zijn hoofdwerk Théorie des lois civiles (1767) zette de dwarse auteur uiteen dat de maatschappij een gewelddadige en oppressieve gevangenis was, waaraan niet te ontsnappen viel, al bood het absolutisme naar oosters model – zo gelaakt door Montesquieu en andere filosofen – een mildering. Terwijl dit werk deining veroorzaakte, trad de auteur op voor andere prominente cliënten, zoals de hertog van Aiguillon (1770), de markies Louis de Gouy d'Arsy (1771), de graaf van Morangiès (1772), Cassier de Bellegarde en Jean Joseph Carrier de Montieu (1773) en de gravin van Béthune (1774). In die laatste zaak kon hij niet meer openlijk optreden omdat het Parlement van Parijs op 11 februari 1774 zijn schrapping van het tableau beval. Dit beroepsverbod, gegrond op deloyauteit en minachting voor zijn collega's, werd op 11 januari 1775 ongedaan gemaakt door een hervormd parlement, maar minder dan een maand later werd door datzelfde rechtscollege een nieuwe schrapping bevolen op aandringen van de orde van advocaten.

## Journalist
Na deze tegenslag wijdde Linguet, wiens gevoel van vervolging alleen geëvenaard werd door zijn liefde voor provocatie, zich aan de journalistiek. Van Charles-Joseph Panckoucke in Parijs kreeg hij in oktober 1774 de leiding over het Journal de politique et de littérature, beter bekend als Journal de Bruxelles, waarin hij zijn rancunes de vrije loop liet. Magistraten van de parlementen, filosofen en fysiocraten werden speciaal geviseerd. Bepaalde stellingnames lijken paradoxaal, maar geven bij nader inzien blijk van consistentie in zijn gedachtegoed, zoals zijn verzet tegen de door Beccaria voorgestelde afschaffing van de doodstraf, welke afschaffing Linguet dan wel weer geschikt achtte voor de armen, omdat ze toch niets te verliezen hadden. Toen hij in juli 1776 de toetreding van Jean-François de La Harpe tot de Académie française aangreep om de literaire wereld nog eens flink te verwijten dat ze hem over het hoofd hadden gezien, werd hij na druk van minister Vergennes ontslagen.
Met zijn maîtresse Perrine Butet, die voor hem haar gezin had verlaten, emigreerde Linguet naar Londen. Hij begon er in april 1777 de Annales civiles, politiques et littéraires du dix-huitième siècle, een blad dat groot succes kende en vijftien jaar lang onregelmatig zou verschijnen. In de stad, aan het hof, in de provincie, overal waren de Annales politiques populair. Linguet had veel appeltjes te schillen. Er was geen minister van Lodewijk XVI die hij niet aanviel, maar het absolutisme zelf bleef hij loven. Ook het philosophaille (zijn neologisme) moest het weer ontgelden. Een ander geliefd thema was de hongerende massa, die slechts de keuze had tussen revolutie en de dood. Meer nog dan de soms abstracte inhoud, was het de stijl en de durf van de beroemde journalist die zijn lezers aansprak. Het blad had stilzwijgende toelating van de censuur en was zelfs vanuit het buitenland vlot verkrijgbaar dankzij toegang tot de post. Met Jacques Mallet du Pan kon Linguet een tweede pen aanwerven voor zijn blad. Door geopolitieke omstandigheden verhuisde hij in februari 1780 naar de Oostenrijkse Nederlanden. Bij Kaunitz bedong hij de grootst haalbare expressievrijheid. Nog vóór de officiële toestemming had hij zijn drukkerij al bij Asse gevestigd.
Toen Linguet voor zaken naar Parijs ging, werd hij op 27 september 1780 met een lettre de cachet in de Bastille opgesloten op aanvraag van een van zijn doelwitten, de hertog van Duras. Vergennes stuurde geheimagenten om een huiszoeking bij hem uit te voeren in Brussel, maar er werd niets bezwarends gevonden, terwijl de regering geschoffeerd was. Toch kwam hij pas op 19 mei 1782 vrij, op voorwaarde het stilzwijgen te bewaren en zich in Rethel te vestigen. Na deze condities te hebben onderschreven, vluchtte hij bij de eerste gelegenheid naar Brussel. Uit vrees voor Vergennes verkocht hij zijn Belgische bezittingen en trok hij in november opnieuw naar Engeland, waar hij zijn Annales politiques herlanceerde. Het blad werd nu niet meer gedoogd: de verdeling berustte op smokkel en namaak. Zijn Mémoires sur la Bastille verschenen in 1783 en veroorzaakten sensatie. Ook daarin klaagde hij de tirannieke willekeur en de penitentiaire condities aan. De prent op het titelblad toonde een verwoeste Bastille.
Het jaar daarop voerde Linguet campagne voor de heropening van de Schelde, bij wijze van sollicitatie om te mogen terugkeren naar de Nederlanden. Keizer Jozef II was dit niet zeer genegen, maar hij liet zich overtuigen door zijn regeringsleider Belgiojoso in Brussel. In maart 1786 verkreeg hij niet alleen de naturalisatie en een pensioen, maar ook een adelsverheffing. Enkele maanden later keerde hij, gedekt door Lodewijk XVI en door een diplomatieke vrijgeleide van Kaunitz, terug naar Frankrijk om achterstallige bezoldiging te eisen van de hertog van Aiguillon. De Grande Chambre oordeelde op 11 maart 1787 in Linguets voordeel en kende hem 24.000 livres toe. Hij werd als een volksheld op de schouders gehesen.

## Revolutie
In de prerevolutionaire periode schreef Linguet diverse pamfletten. Zijn Mémoire contre le pouvoir arbitraire waarschuwde tegen de reactionaire aristocratie en adviseerde de koning zich te alliëren met de derde stand. Ondertussen verschenen ook weer zijn Annales politiques (tot 1792). Bij het uitbreken van de Franse Revolutie trok hij zich terug in Antony. Opstandige landlieden kwamen hem in juli 1789 belagen als een vriend en spion van de keizer. Hij vluchtte weer naar Brussel, waar hij terechtkwam in  de Brabantse Omwenteling. Hij engageerde zich in Pro aris et focis en verklaarde zich republikein, maar hij spaarde ook de keizer, en maakte zich uiteindelijk bij iedereen verdacht. Opnieuw werd hij gearresteerd, niet zozeer vanwege concrete revolutionaire activiteiten, als om wat hij had kunnen doen. De kameleon voelde zich weer eens verraden door de autoriteiten die hij probeerde te dienen, en waarover hij zich steeds ambivalenter voelde. Het verschafte hem in elk geval enige credibiliteit bij de Franse revolutionairen.
In juni 1790 keerde hij terug naar Parijs. Zijn journalistieke bezigheden verhinderden hem niet zich te engageren in de revolutionaire politiek als lid van de Club des Cordeliers. Hij was een tegenstander van Antoine Barnave en had betrekkingen met Desmoulins, Danton en Robespierre. Na verloop van tijd begon hij de Nationale Grondwetgevende Vergadering te zien als aristocratisch despotisme. In mei 1791 kocht hij het kasteel van Marnes-lès-Saint-Cloud, waar hij enkele maanden later maire werd. Hij schreef in 1792 nog tegen het abolitionisme van de slavernij, maar gaf de journalistiek daarna op. Een kalm leven als notabel kasteelheer was hem door de legale Terreur niet gegund. In september 1793 werd hij aangehouden op last van het Comité de Salut public, als "raadgever van de verrader Louis Capet", Oostenrijks agent van de contrarevolutie en "apostel van het despotisme". Compromitterende brieven uit de IJzeren kast deden zijn zaak geen deugd. Hij kreeg op 27 juni 1794 de doodstraf en kwam nog dezelfde dag onder de guillotine. Zijn laatste rustplaats is op de begraafplaats van Picpus.

## Publicaties
De 180 afleveringen van de Annales politiques, civiles et littéraire du 18e siècle (1777-1792) beslaan negentien ingebonden volumes en zijn in 1971 herdrukt. Zijn pleidooien en juridische memoires verschenen in 1773 in zeven delen en daarna in een vermeerderde editie (Plaidoyers et mémoires de M. Linguet, 8 dln., 1787-1788). Verder behoren de volgende publicaties van Linguet tot zijn voornaamste:
- Histoire du siècle d'Alexandre (1762)
- Le fanatisme des philosophes (1764)
- Histoire des revolutions de l'empire romain depuis Auguste jusqu'à Constantin, 2 dln. (1766-1768)
- Théorie des lois civiles, ou Principes fondamentaux de la société (1767)
- Histoire impartiale des Jésuites depuis leur établissement jusqu'à leur première expulsion, 2 dln. (1768)
- La pierre philosophale. Discours économique prononcé dans l'académie impériale de Fong-Yang-Fou, par le lettré Kong-Kia (1768)
- Réponse aux docteurs modernes (1771)
- Mémoire pour le comte de Morangies (1772)
- Du plus heureux gouvernement, ou Parallèle des constitutions de l'Asie avec celles de l'Europe (1774)
- Lettre à Monsieur le Marquis de Beccaria (1775)
- Mémoires sur la Bastille (1783)
- Considérations sur l'ouverture de l'Escaut (1784)
- Mémoire contre le pouvoir arbitraire (1789)

## Voetnoten
1. ↑  Gabriel Sabbagh, "Linguet, un penseur original en dehors de tout système, et les physiocrates: de l'allergie à la guerre ouverte" in: Les voies de la richesse? La physiocratie en question (1760-1850), 2017, § 15. DOI:10.4000/books.pur.156315
2. ↑  Miriam Yardeni, "Linguet contre Montesquieu" in: Louis Desgraves (ed.), La fortune de Montesquieu, 1995, p. 93-105
3. ↑  Darline Gay Levy, "Les frontières transgressées: l'affaire de la comtesse de Béthune et de son avocat Simon Linguet dans les arènes de la justice du Paris pré-révolutionnaire" in: Le genre face aux mutations. Masculin et féminin, du Moyen Âge à nos jours, 2003, § 4. DOI:10.4000/books.pur.15897
4. ↑  Gilles Feyel, "Le journalisme au temps de la Révolution: un pouvoir de vérité et de justice au service des citoyens" in: Annales historiques de la Révolution française, 2003, p. 24. DOI:10.3406/ahrf.2003.2673
5. ↑  Gilles Feyel, "Le journalisme au temps de la Révolution: un pouvoir de vérité et de justice au service des citoyens" in: Annales historiques de la Révolution française, 2003, p. 25. DOI:10.3406/ahrf.2003.2673
6. ↑  Gabriel Sabbagh, "Linguet, un penseur original en dehors de tout système, et les physiocrates: de l'allergie à la guerre ouverte" in: Les voies de la richesse? La physiocratie en question (1760-1850), 2017, § 62. DOI:10.4000/books.pur.156315
7. ↑  Jack Censer, The French Press in the Age of Enlightenment, 2002, p. 49
8. ↑  Jack Censer, The French Press in the Age of Enlightenment, 2002, p. 50
9. ↑  Jack Censer, The French Press in the Age of Enlightenment, 2002, p. 180
10. ↑  Bronne & Mortier 1987, p. 6
11. ↑  Levy 1980, p. 336
12. ↑  Gabriel Sabbagh, "Linguet, un penseur original en dehors de tout système, et les physiocrates: de l'allergie à la guerre ouverte" in: Les voies de la richesse? La physiocratie en question (1760-1850), 2017, § 63. DOI:10.4000/books.pur.156315

- Biblioteca Nacional de España: XX1344586
- Bibliothèque nationale de France: cb119130672 (data)
- Gemeinsame Normdatei: 11872844X
- International Standard Name Identifier: 0000 0001 2119 2441
- Library of Congress Control Number: n79133692
- Nationale Bibliotheek van Tsjechië: ola2007364676
- Nationale Bibliotheek van Israël: 987007276491005171
- Nederlandse Thesaurus van Auteursnamen: 069904677
- Istituto Centrale per il Catalogo Unico: TO0V006802
- SNAC: w68d18x7
- Système universitaire de documentation: 026990806
- Trove: 1090846
- Virtual International Authority File: 7393445
- WorldCat: E39PBJmdpRByqTVhmkGtGxTJXd